# Dinami
Dinami (tiếng Hy Lạp: Dynamis') là một đô thị ở tỉnh Vibo Valentia trong vùng Calabria, có cự ly khoảng 60 km về phía tây namcủa Catanzaro và khoảng 15 km về phía đông nam của Vibo Valentia. Tại thời điểm ngày 31 tháng 12 năm 2004, đô thị này có dân số 3.258 người và diện tích là 44,1 km².
Đô thị Dinami có các frazioni (đơn vị trực thuộc, chủ yếu là các làng) Melicuccà and Monsoreto.
Dinami giáp các đô thị: Acquaro, Dasà, Gerocarne, Mileto, San Pietro di Caridà, Serrata.